# Jimmy Giménez-Arnau
Joaquín José Víctor Bernardo Giménez-Arnau Puente, popularmente conocido como Jimmy Giménez-Arnau (Brasil, 14 de septiembre de 1943-Madrid, 17 de septiembre de 2024), fue un tertuliano, periodista, novelista  y un personaje mediático español.

## Biografía
Hijo del diplomático y escritor José Antonio Giménez-Arnau (1912-1985) y de María Inés Puente García-Arnaiz (llamada familiarmente Truchy y fallecida en 2004), Jimmy nació a bordo del transatlántico español Cabo de Hornos mientras navegaba por aguas brasileñas. Estuvo internado en un colegio inglés desde los siete años hasta los nueve, lo que le permitió alcanzar un perfecto dominio del inglés. 
En octubre de 1961 comenzó sus estudios en Derecho en la Universidad de Navarra, donde ya lo hacía uno de sus primos. Posteriormente se diplomó en Periodismo en la misma Universidad. Se licenció en Derecho. Durante su juventud practicó a nivel aficionado fútbol y boxeo y, entre otras actividades, fue vendedor (o marchante) de obras de arte.
Tuvo dos hermanos y dos hermanas; Ricardo y José Antonio, y Mónica y Patricia. Tuvo un hermano mayor (que murió al nacer), y otra hermana, Paloma, que murió en su niñez. Jimmy pasó temporadas de pequeño con su abuela materna, María Petra García-Arnaiz.
Como periodista, fue corresponsal de guerra y cofundador de la revista Hermano Lobo, donde escribía bajo el seudónimo de Jimmy Corso. En 1980 escribió y dirigió junto a Julio Wizuete, Cocaína, una película en la que además tuvo una participación como actor. En 1983 creó la televisión clandestina Onda Blúmini.
Como escritor, empezó publicando los libros de poesía Cuya selva y La soledad distinta. En 1977 escribió su primera novela, Las islas transparentes. Otras obras suyas son: Yo, Jimmy. Mi vida entre los Franco, Neón en vena. Enfermos en el paraíso, Los insatisfechos (su segunda novela), Las malas compañías. Hipótesis íntimas sobre la muerte de los marqueses de Urquijo, Cómo forrarse y flipar con la gente guapa, Camaleones y lagartas, Zelos (su tercera novela), España me pone, y La vida jugada (su autobiografía, en 2020). Como periodista, presentó un programa en Antena 3 Radio llamado Hora de lobos, colaboró en la revista Panorama, del Grupo Z; en Protagonistas, de Luis del Olmo; y, en televisión, en programas como La máquina de la verdad, Tómbola, Sabor a ti o Sálvame. 
Tras dos semanas ingresado en la UCI por una triple neumonía, falleció el 17 de septiembre de 2024 tras no poder superar la enfermedad.

### Personaje popular
Debido a su matrimonio el 3 de agosto de 1977 con María del Mar Martínez-Bordiú y Franco (1956), nieta de Francisco Franco, en el Pazo de Meirás, con quien tuvo una hija, Leticia (25 de enero de 1979), Jimmy Giménez-Arnau se convirtió en un personaje popular. Durante la vigencia del matrimonio residieron en el Palacio del Canto del Pico. Se unió diez años después con una modelo. Su anterior matrimonio se disolvió con una sentencia del Tribunal de la Rota el 28 de abril de 1993, siendo asistido jurídicamente por el letrado Ramón Tamborero. Este hecho le colocó inmediatamente en el punto de mira de la prensa del corazón, con la que desde entonces viene colaborando y realizando polémicas apariciones. Esta relación se ha visto especialmente fomentada y explotada a raíz del auge en España de la televisión especializada en la vida privada de los famosos. Giménez-Arnau no ha tenido problemas en exponer su vida frente a los medios, aprovechándose de su condición de expariente de los Franco para criticar a la familia.
En los últimos años colaboró en programas como ¿De qué parte estás?, Cada día, DEC, Sálvame o La noria, y compartió su vida con la española Sandra Salgado González (1981), con quien contrajo matrimonio civil el 11 de abril de 2013 en Fuencarral, Madrid.

### Polémicas
El 20 de octubre de 1993, en el programa radiofónico de Luis del Olmo, Protagonistas en Onda Cero, durante la sección titulada «Debate del estado de la nación española», Norma Duval le atizó con un zapato a Jimmy Giménez-Arnau, molesta por haberle llamado neonazi
Según el diario El País, el 29 de junio de 1994, mientras salía de los estudios de Telecinco donde trabajaba, fue detenido por la Sección de Estupefacientes de la Brigada de la Policía Judicial de Madrid por un presunto delito de tráfico de cocaína. Fue registrado y se le decomisaron diez gramos de dicha sustancia psicotrópica. Su vehículo fue inspeccionado por indicios de que pudiera esconder más cantidad.
En 2009, una bronca con el periodista deportivo Pipi Estrada en el plató de Sálvame acabó en pelea. Giménez-Arnau alegó que Estrada le había pisado la cabeza y lo denunció. El juzgado dio la razón a Pipi Estrada.

## Televisión
Programas
- VIP Noche (Telecinco, 1990).
- La máquina de la verdad (Telecinco, 1993-1994).
- Las mañanas de Tele 5 (Telecinco, 1993).
- ¿De qué parte estás? (Telecinco, 1994-1995).
- Tómbola (Canal 9, 2000-2004).
- Abierto al anochecer (Antena 3, 2000).
- Cada día (Antena 3, 2004-2005).
- DEC (Antena 3, 2007-2011).
- La noria (Telecinco, 2007-2012).
- Deluxe (Telecinco, 2009-2023).
- Sálvame (Telecinco, 2009-2010; 2020).
- El gran debate (Telecinco, 2012).
- Hechos reales (Telecinco, 2018).
- El programa de Ana Rosa (Telecinco, 2018-2020).
- Lazos de sangre (La 1, 2020).
- Hormigas blancas (Telecinco, 2020).
- Todo es verdad (Cuatro, 2021-2022).
- En el nombre de Rocío (Telecinco, 2022).